# Agosta (Italie)
Pour les articles homonymes, voir Agosta.
Agosta est une commune italienne située dans la ville métropolitaine de Rome Capitale, dans la région Latium.

## Géographie

### Situation
Agosta se situe à 67 km à l'est de Rome sur les versants des monts Simbruins, dans la haute vallée de l'Aniene. Le territoire de la commune s'étend sur 9,48 km2.

### Hameaux
La commune comprend les hameaux Madonna della Pace, Le Selve, Cacino, Tostini, Il Barco et La Vasca.

## Politique et administration
| Période                                  | Période  | Identité             | Étiquette | Qualité |
| ---------------------------------------- | -------- | -------------------- | --------- | ------- |
| 2016                                     | En cours | Massimiliano Valente |           |         |
| Les données manquantes sont à compléter. |          |                      |           |         |